# Пошташавили
Пошташавили (енгл. Going Postal), тридесет трећи роман из серијала о Дисксвету британског аутора Тери Прачета. Први роман из серијала о Влажи фон Липвигу.